# Sean Lawlor
Sean Lawlor est un acteur irlandais né le 25 janvier 1954 à Dublin et mort le 10 octobre 2009 dans la même ville.

## Filmographie sélective
- 1987 : Reefer and the Model de Joe Comerford : Spider
- 1988 : Taffin de Francis Megahy : Seamus
- 1989 : Joyriders d'Aisling Walsh : Gangster dans les toilettes pour hommes
- 1992 : Le cheval venu de la mer de Mike Newell : Policier
- 1993 : Au nom du père de Jim Sheridan
- 1995 : Braveheart de Mel Gibson : Malcolm Wallace
- 1996 : Space Truckers de Stuart Gordon : Mel
- 1996 : Some Mother's Son de Terry George
- 2007 : On Broadway (en) de Dave McLaughlin (en) : Martin O'Toole
- 2007 : 30,000 Leagues Under the Sea (vidéo) de Gabriel Bologna : Capitaine Nemo
- 2009 : The Black Waters of Echo's Pond (en) de Gabriel Bologna : Charles
- 2009 : Mega Shark vs. Giant Octopus : Professeur Lamar Sanders.